# Digital Visual Interface
A Interface Digital Visual, (do Inglês, Digital Visual Interface - DVI) é uma interface de vídeo desenvolvida pelo Digital Display Working Group (DDWG). Esta interface é usada para conectar uma fonte de vídeo a um dispositivo reprodutor de vídeo, como um computador pessoal e um monitor. Foi desenvolvida com a intenção de criar um padrão industrial para a transferência de conteúdos de vídeos em meio digital.
Esta interface foi desenvolvida para transmitir vídeo digital sem compressão e pode ser configurada para suportar múltiplos modos, como DVI-A (analógico apenas), DVI-D (digital apenas) ou DVI-I (integrado - digital e analógico). Traz suporte para conexões analógicas, pois a especificação do DVI é compatível com a interface VGA. Esta compatibilidade, juntamente com outras vantagens, levou à sua aceitação geral na competição com as outras interfaces padrões digitais plugar e exibir. Embora esta interface seja comumente associada a computadores, às vezes é usada em outros aparelhos eletrônicos, como televisores, projetores e reprodutores de DVD.

## Visão geral técnica
O formato de transmissão de vídeo digital DVI, é baseado no PanelLINK, um formato de transferência de dados em série desenvolvido pela Silicon Image que utiliza um link de dados em série de alta velocidade chamado TMDS, ou Sinalização de Transição-Minimizada Diferencial. Como na conexão analógica VGA, o conector DVI inclui pinos para o Canal de Dados do Display, ou DDC, que é um canal de comunicação próprio para a transmissão de informações e capacidades de reprodução do dispositivo reprodutor do sinal de vídeo. Existe uma nova versão do DDC chamada DDC2, que permite que o adaptador gráfico leia o EDID do display: a Identificação Estendida de Dados do Display. Se um display suporta tanto sinais analógicos e digitais em uma entrada DVI-I, cada método (por meio analógico ou digital) pode hospedar uma identificação distinta. Ou seja, uma identificação (modelo, ppi, resoluções suportadas, etc) para receber sinais analógicos, e outra só para sinais digitais. Como o DDC só pode suportar uma EDID, isso pode ser um problema se ambos os canais de comunicação digitais e analógicos de uma interface DVI-I detectarem atividade. Cabe ao dispositivo que recebe estes sinais de vídeo escolher qual identificação enviar para a fonte do sinal.
Quando um dispositivo que fornece um sinal de vídeo e um dispositivo que é capaz de exibir este sinal estão conectados, o dispositivo que fornece o sinal solicita as capacidades de reprodução do dispositivo conectado, e lê o bloco de dados EDID recebidos em um link I²C. Este bloco de dados contém a identificação do dispositivo reprodutor de vídeo, características de cores - como valores de gamma - e uma lista de modos de vídeo suportados. Esta lista pode ditar um modo preferível ou a resolução nativa. Cada modo é uma configuração dos timings do monitor analógico que definem a duração e frequência das sincronizações verticais e horizontais, a posição das áreas de exibição ativa do dispositivo, a resolução horizontal, resolução vertical, e taxa de atualização.
Para retrocompatibilidade com dispositivos que recebem sinais VGA, alguns contatos em um conector DVI carregam estes sinais analógicos desta interface. Para garantir um nível básico de interoperabilidade, dispositivos compatíveis com DVI devem suportar um modo de vídeo básico, "low pixel format" (640 × 480 a 60 Hz). Dados de pixel de vídeo codificados digitalmente são transportados usando múltiplos fluxos de dados TMDS. A um nível elétrico, estas transmissões são altamente resistentes a ruídos elétricos, ou outras formas de distorção analógica, como ondas eletromagnéticas próximas do cabo.
Uma conexão DVI de link único (Single Link) consiste de quatro canais de comunicação TMDS, cada canal transmite dados da fonte para o dispositivo que recebe estes sinais por meio de um par de fios trançados (como em um cabo de rede, que possui 4 pares). Três destes pares representam os componentes RGB (vermelho, verde e azul) do sinal de vídeo em um total de 24 bits por pixel. O quarto canal carrega a sincronização dos pixels. Os dados binários são codificados usando o sistema de codificação 8B/10B. DVI não utiliza comutação de pacotes - dados organizados em pacotes identificados e transmitidos um a um no decorrer do tempo - mas em vez disso transmite os dados de pixel como se fosse um sinal de vídeo analógico rasterizado. Assim, o frame completo é desenhado durante cada período de atualização vertical. A área ativa inteira de cada frame é sempre transmitida sem compressão. Modos de vídeo normalmente usam timings de atualização horizontal e vertical que são compatíveis com monitores analógicos, apesar de que isso não é um requerimento. No modo de link único, a frequência máxima da sincronização de pixel é de 165 MHz que suporta uma resolução máxima de 2,75 megapixels (incluindo o intervalo sem imagem - blanking interval) a uma atualização de 60 Hz. Em outras palavras, isso permite uma resolução de tela máxima de 1920 × 1200 (uma proporção de tela de 16:10) a 60 Hz.
Para suportar dispositivos com resoluções mais altas ainda, a especificação da interface DVI suporta link duplo (dual link). DVI de link duplo duplica o número de pares TMDS, dobrando efetivamente a capacidade da largura de banda de vídeo suportada. Como resultado, resoluções de até 2560 × 1600 são suportadas a 60 Hz.

### Tamanho de cabo
O tamanho máximo recomendado para cabos DVI não é incluído na especificação, porque isto depende da frequência do clock de pixel. Em geral, cabos de até 4,5 metros irão funcionar para transmitir resoluções de até 1920 × 1200. Cabos mais longos de até 15 metros de comprimento podem ser usados em resoluções de 1280 × 1024 ou mais baixas. Para distâncias mais longas, o uso de um amplificador de sinal DVI - um repetidor de sinal que pode precisar de alimentação elétrica externa - é recomendado para ajudar a eliminar a degradação de sinal com a distância.

## Conector

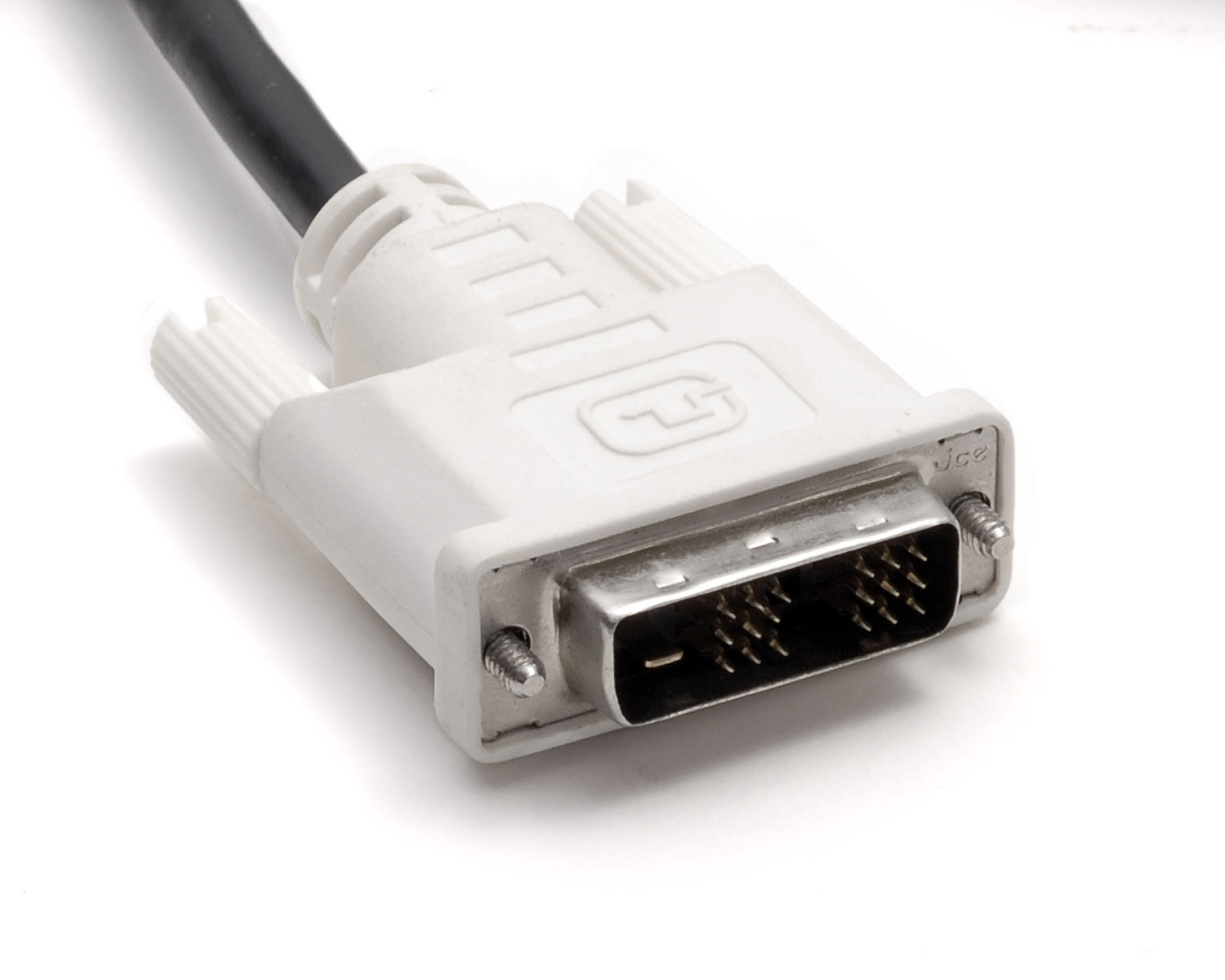
Um conector DVI-D (link único) macho

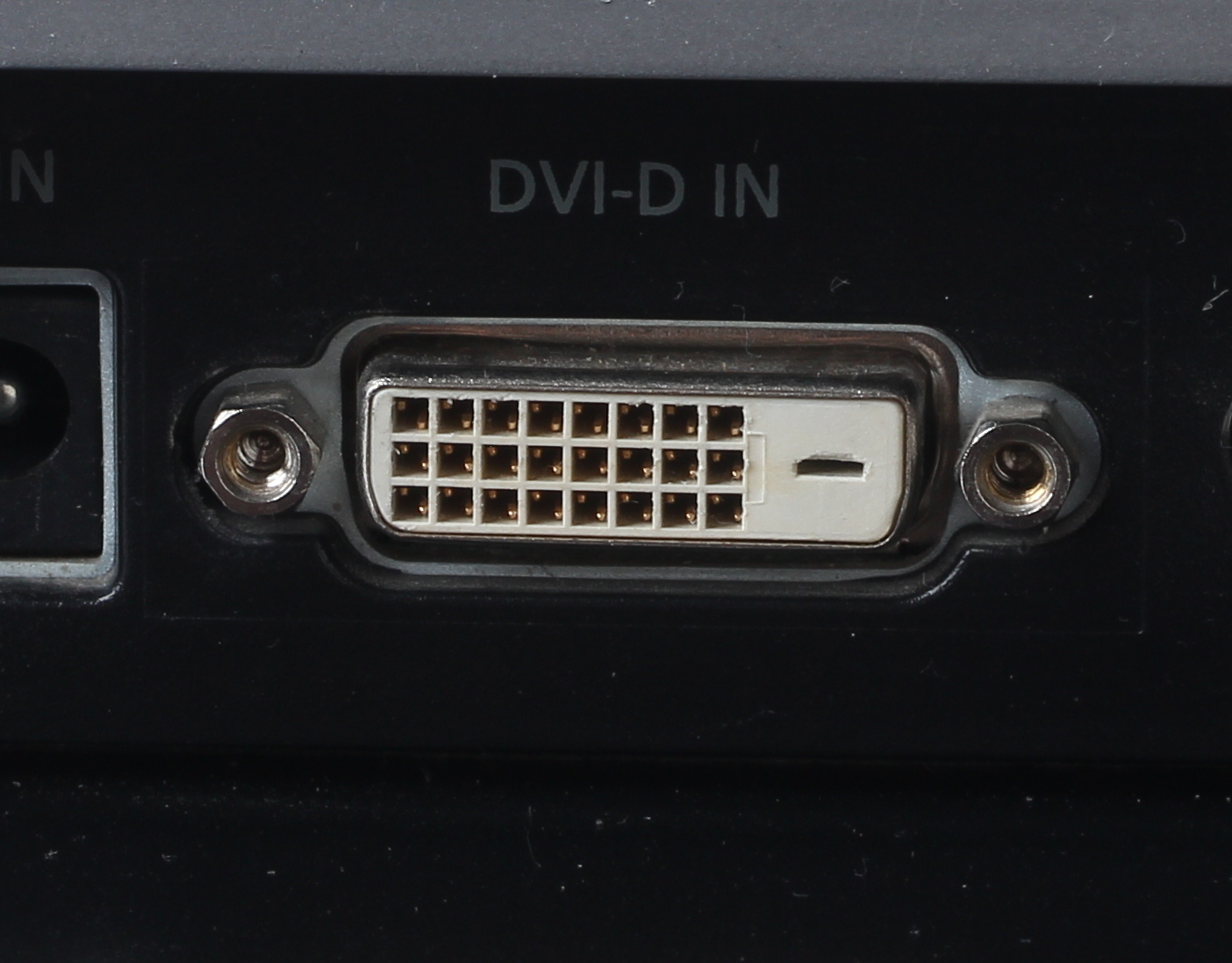
Um conector DVI-D fêmea

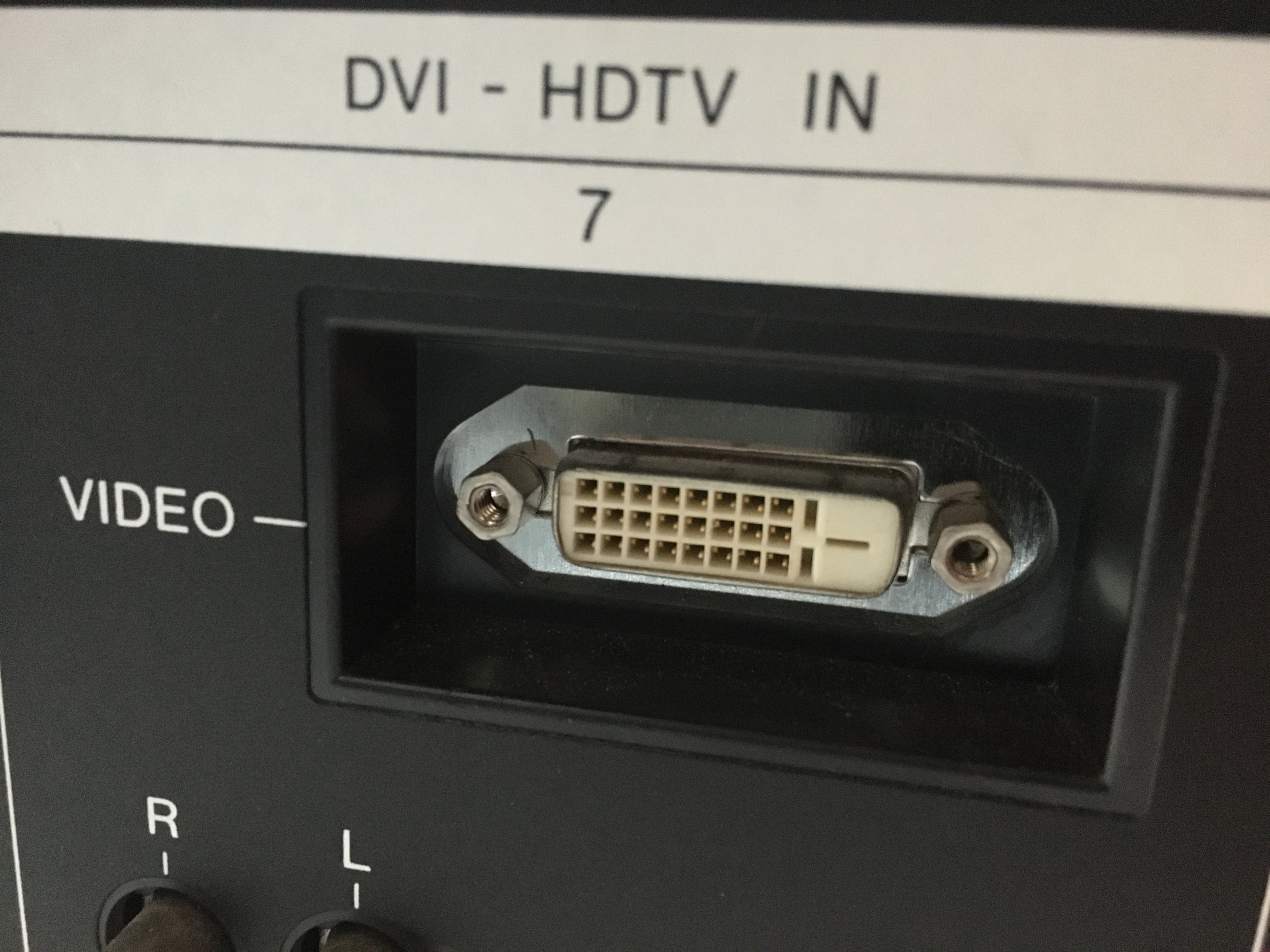
Porta DVI em uma TV Sony HD CRT que cumpre o EIA-861

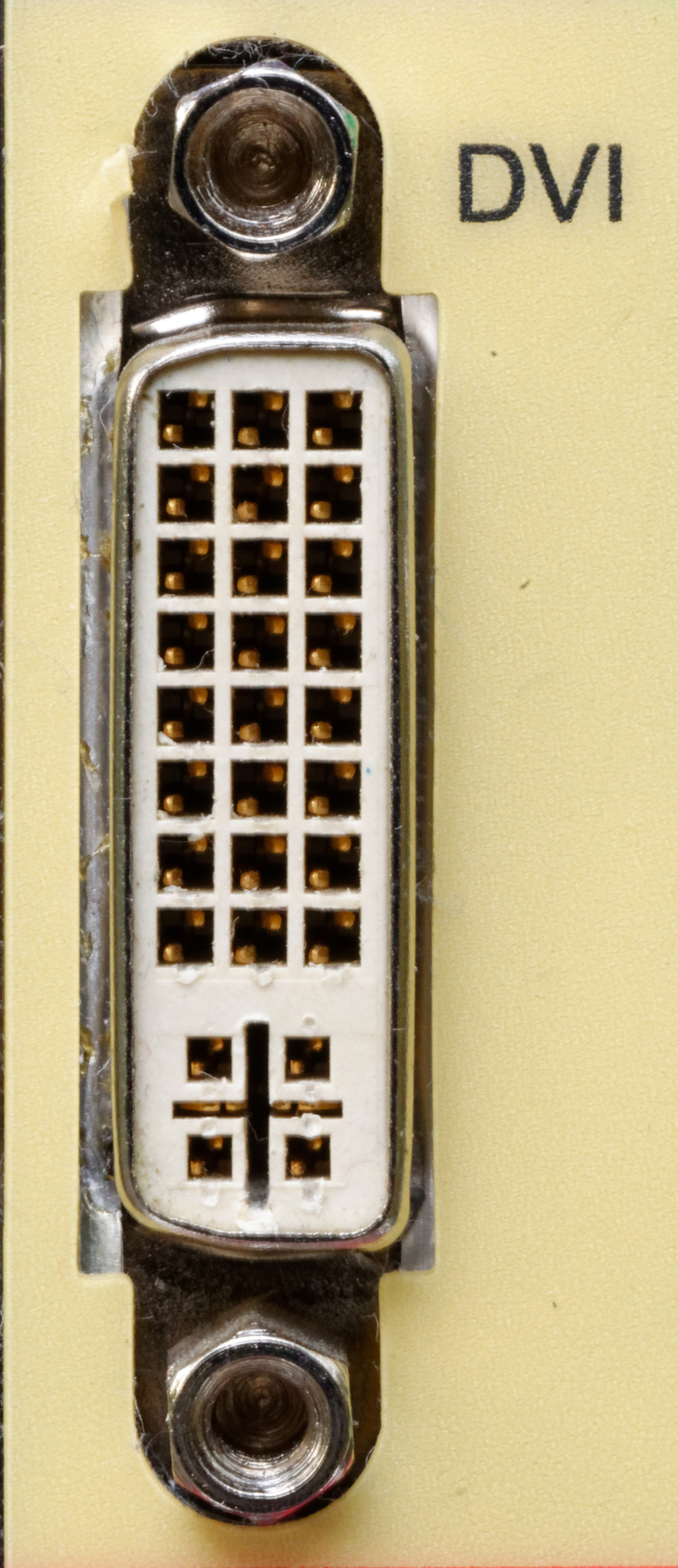
Saída DVI em um computador

O conector DVI em um dispositivo tem um destes três nomes, dependendo com quais sinais ele é implementado:
- DVI-I (Integrado - ou híbrido, combina sinais digitais e analógicos no mesmo conector; o sinal digital pode ser de link único ou duplo)
- DVI-D (Digital apenas - link único ou link duplo)
- DVI-A (Analógico apenas - pinos da interface VGA)

Com exceção do DVI-A, os outros tipos de conectores DVI têm pinos que passam sinais de vídeo digital. As conexões vêm em duas variantes: link único e link duplo. DVI de link único é capaz de uma transmissão a 165 MHz que suporta resoluções de até 1920 × 1200 a 60 Hz. DVI de link duplo tem seis pinos a mais, no meio do conector, para uma transmissão secundária em paralelo aumentando a largura de banda e suportando resoluções de até 2560 × 1600 a 60 Hz. Um conector com estes pinos adicionais é muitas vezes chamado de DVI-DL (dual link). Link duplo não deve ser confundido com dual display, que é uma configuração consistindo de um único computador conectado a dois monitores, muitas vezes usando um conector DMS-59 para duas conexões DVI de link único.
Para agregar ao sinal digital, alguns conectores DVI também têm pinos que passam sinal analógico, que podem ser usados para conectar um monitor que aceita este tipo de sinal. São chamados de DVI-I ou DVI-A. Os pinos analógicos são os quatro que estão ao redor de um pino achatado no conector. Um monitor VGA, por exemplo, pode ser conectado a uma fonte de vídeo com DVI-I através do uso de um adaptador passivo. Desde que os pinos analógicos são diretamente compatíveis com a sinalização VGA, adaptadores passivos são simples e baratos de serem produzidos, trazendo uma solução de ótimo custo-benefício para suportar VGA dentro de um DVI. O pino chato em um conector DVI-I é mais largo que o mesmo pino em um conector DVI-D, então mesmo que se os quatro pinos analógicos fossem removidos manualmente, ainda assim não seria possível conectar um DVI-I macho a um DVI-D fêmea. É possível, portanto, o contrário.
DVI é o único padrão de vídeo largamente difundido que inclui transmissão analógica e digital no mesmo conector. Padrões competitivos são exclusivamente digitais: eles incluem um sistema usando sinalização diferencial de baixa voltagem (LVDS), conhecido por seus nomes proprietários FPD-Link (painéis flat) e FLATLINK; e seus sucessores, o LVDS Display Interface (LDI) e OpenLDI.
Alguns DVD players, sets de televisão de alta definição, e vídeo projetores têm conectores DVI que transmitem um sinal criptografado para proteção anticópia usando o protocolo de banda larga de proteção de conteúdo digital (HDCP). Computadores podem ser conectados a sets de televisão por meio da interface DVI, mas a placa gráfica deve suportar HDCP para reproduzir conteúdo protegido pela gestão de direitos digitais (DRM).

## Especificações

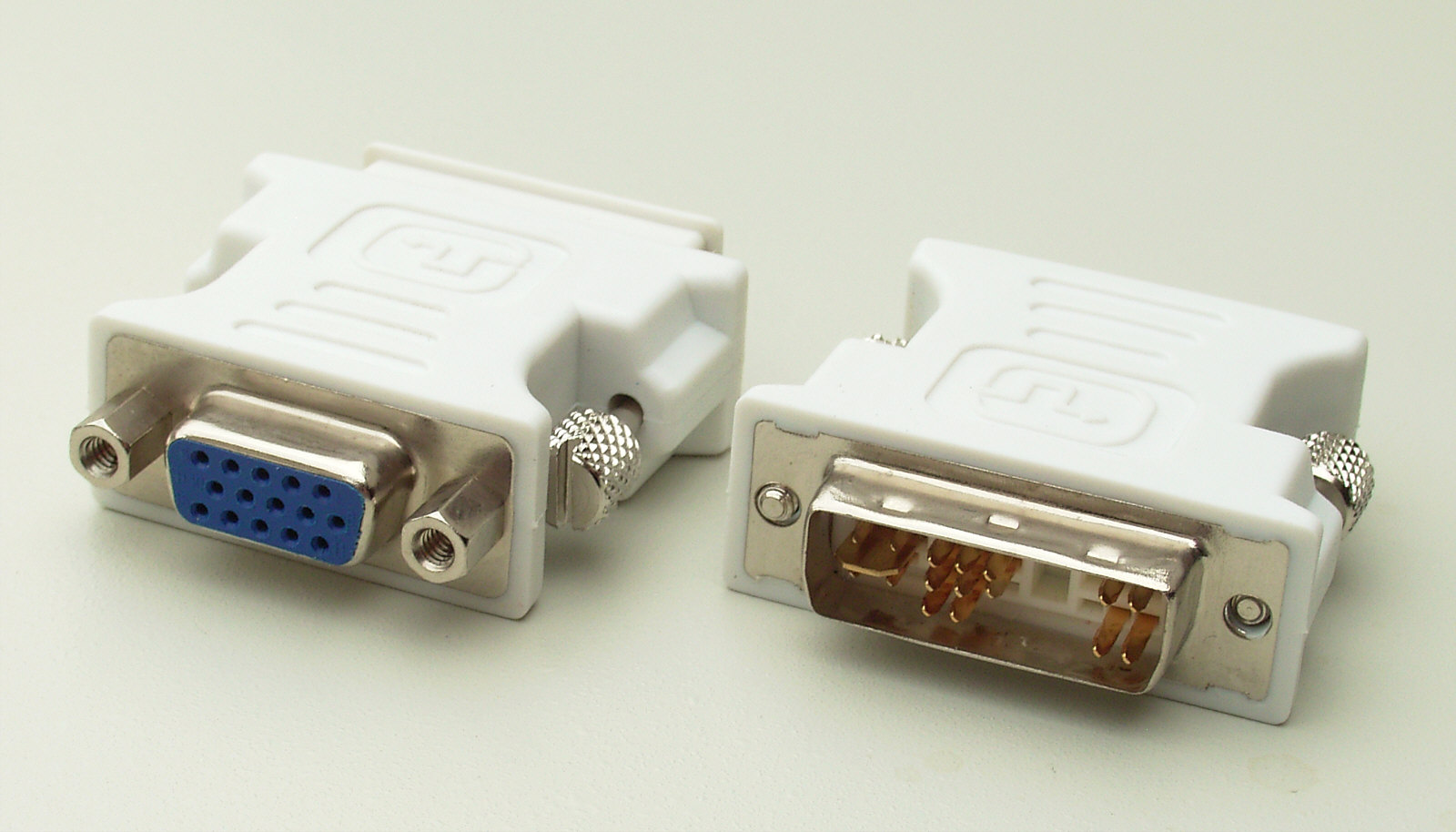
Um adaptador passivo DVI para VGA. Este adaptador não irá funcionar com uma saída DVI-D, completamente digital. Ele requer uma saída DVI-I ou DVI-A para conseguir transmitir o sinal analógico para uma entrada VGA (mesmo se o adaptador parecer DVI-D). Um tipo mais caro, (adaptador ativo ou conversor) é necessário para conectar DVI-D para VGA.

### Sinal Digital
- Frequência mínima de sincronização (clock): 25,175 MHz
- Fluxo de dados máximo em link único incluindo a codificação 8B/10B é de 4,95 Gbit/s a 165 MHz. Sem esta codificação, o fluxo de dados máximo é de 3,96 Gbit/s.
- Fluxo de dados máximo em link duplo é o dobro do fluxo do link único. Incluindo a codificação 8B/10B, o fluxo máximo é de 9,90 Gbit/s a 165 MHz. Sem esta codificação, o fluxo é de 7.92 Gbit/s.
- Pixels por ciclo de sincronização:
  - 1 pixel em link único com 24 bits ou menos, e link duplo com 25 a 48 bits ou
  - 2 pixels em link duplo com 24 bits ou menos
- Bits por pixel:
  - Suporte de 24 bits por pixel é obrigatório em todas as resoluções suportadas.
  - Menos que 24 bits por pixel é opcional.
  - Até 48 bits por pixel são suportados na interface DVI em link duplo, e é opcional. Se um modo com mais que 24 bits por pixel é desejado, os últimos bits significantes são enviados no segundo link.
- Exemplos de modos de exibição em link único:
  - SXGA (1280 × 1024) a 85 Hz com GTF blanking (159 MHz)
  - HDTV (1920 × 1080) a 60 Hz com CVT-RB blanking (139 MHz)
  - UXGA (1600 × 1200) a 60 Hz com GTF blanking (161 MHz)
  - WUXGA (1920 × 1200) a 60 Hz com CVT-RB blanking (154 MHz)
  - WQXGA (2560 × 1600) a 30 Hz com CVT-RB blanking (132 MHz)
- Exemplos de modos de exibição em link duplo:
  - QXGA (2048 × 1536) a 72 Hz com CVT blanking (2 × 163 MHz)
  - HDTV (1920 × 1080) a 120 Hz com CVT-RB blanking (2 × 143 MHz)
  - WUXGA (1920 × 1200) a 120 Hz com CVT-RB blanking (2 × 154 MHz)
  - WQXGA (2560 × 1600) a 60 Hz com CVT-RB blanking (2 × 135 MHz)
  - WQUXGA (3840 × 2400) a 30 Hz com CVT-RB blanking (2 × 146 MHz)

GTF - Fórmula Geral de Temporização é um padrão VESA que pode facilmente ser calculado com o utilitário GTF Linux. Temporização Coordenada de Vídeo com intervalo de espaçamento reduzido (CVT-RB) é um padrão VESA que oferece um intervalo de espaçamento horizontal e vertical para monitores que não são de tubo.

#### Codificação de dados digitais
Um dos propósitos de codificar uma transmissão DVI é para fornecer uma saída de corrente contínua balanceada que reduz erros de decodificação. Este propósito é atingido ao usar simbologia de 10 bits para caracteres de 8 bits ou menos usando os bits extras para o balanceamento da corrente.
Assim como outras formas de transmitir vídeo, há duas áreas diferentes: a área ativa, onde os dados dos pixels são enviados, e a área de controle, onde sinais de sincronização são transmitidos. A área ativa é codificada usando a Sinalização de Transição-Minimizada Diferencial - TMDS, onde a área de controle é codificada usando uma codificação fixa 8B/10B. Como os dois esquemas produzem símbolos de 10 bits diferentes, um receptor pode diferenciar completamente entre área ativa e área de controle.
Quando o DVI foi desenvolvido, muitos monitores de computador ainda eram de tubo de raios catódicos que precisam de sinais de sincronização analógica. A temporização dos sinais de sincronização digitais combina com os equivalentes analógicos, fazendo o processo de transformar a interface DVI para e de um sinal analógico um processo que não requer memória extra de alta velocidade, cara na época.
O protocolo de banda larga de proteção de conteúdo digital (HDCP) é uma camada extra que transforma os símbolos em 10 bits antes de enviá-los através do link. Somente depois da correta autorização o receptor pode desfazer esta criptografia. Áreas de controle não são criptografadas pelo fato do receptor saber quando a área ativa começa.

### Relacionamento entre dados e sincronização
O canal de dados da interface DVI opera a um bit rate que é 10 vezes a frequência da sincronização do sinal. Em outras palavras, em cada período de sincronização do DVI há um símbolo de 10 bits por canal. O conjunto de três símbolos de 10 bits representa um pixel completo no modo de link único e pode representar tanto um ou dois pixels completos como um conjunto de seis símbolos de 10 bits no modo de link duplo.
Links DVI têm pares diferenciais (sinal balanceado) para dados e para a sincronização. Dois pinos são ocupados por cada par. O documento de especificação permite que os dados e a sincronização não estejam alinhados. Entretanto, enquanto a proporção entre a sincronia e o bit rate é fixo em 1:10, este desalinhamento entre os dados e a sincronização é mantido no decorrer do tempo. O receptor deve recuperar os bits na transmissão usando qualquer uma das técnicas de recuperação de sincronia/dados e encontrar depois o correto limite do símbolo (último bit significante). A especificação do DVI permite que a sincronia inserida esteja entre 25 e 165 MHz. Essa proporção de 1:6,6 pode deixar a recuperação de pixel difícil, por exemplo, se um circuito malha de captura de fase (PLL), for usado, precisa funcionar com um amplo alcance de frequências. Um benefício do DVI sobre outros links é que, é relativamente simples de transformar o sinal no formato digital para o formato analógico usando um conversor digital-analógico de vídeo, porque ambos a sincronia e sinais de sincronização são enviados dentro do link. Links de frequência fixa, como a interface DisplayPort, necessita de reconstruir a sincronia dos dados enviados por meio do link.

### Gerenciamento de alimentação
A especificação do DVI inclui sinalização para reduzir consumo de energia. Similar ao Padrão de sinalização de gerenciamento de alimentação de display VESA (DPMS), um dispositivo conectado pode desligar um monitor quando o dispositivo é desligado, ou programável se o controlador do display suportar isso. Dispositivos com esta capacidade podem também ter a certificação Energy Star.

### Sinal Analógico
A seção da especificação do DVI sobre sinais analógicos é breve e aponta para outras especificações como VESA VSIS para características elétricas e Fórmula Geral de Temporização para informação de timing. A ideia do link analógico é para manter compatibilidade com os cabos VGA anteriores e conectores. Links auxiliares como DDC (canal de dados) também estão disponíveis. Um adaptador passivo pode ser usado para transmitir os sinais analógicos entre os dois conectores.

## Compatibilidade entre DVI e HDMI
HDMI é uma interface de áudio e vídeo digital mais nova desenvolvida e promovida pela indústria de eletrônicos para consumidores. DVI e HDMI têm as mesmas especificações elétricas em seus pares de pinos com seus links (TMDS) e canais de dados (VESA/DDC). Porém HDMI e DVI são diferentes de várias formas:
- HDMI não tem compatibilidade com a interface VGA e não inclui sinais analógicos.
- DVI é limitado ao modelo de cores RGB enquanto o HDMI também suporta os espaços de cores Y CBCR 4:4:4 e Y CBCR 4:2:2 a qual geralmente não são usados por computadores gráficos.
- Além de vídeo, o HDMI suporta o transporte de pacotes usado para áudio digital.
- Fontes de sinal HDMI diferenciam entre dispositivos DVI antigos e dispositivos capazes de receber sinal HDMI lendo seu bloco de informações EDID[nota 3], a Identificação Estendida de Dados do Display.

Para promover interoperabilidade entre dispositivos com DVI-D e HDMI, aparelhos que geram e recebem sinal HDMI suportam sinalização DVI-D. Por exemplo, um reprodutor com HDMI pode ser controlado por uma fonte com interface DVI-D porque ambos o HDMI e DVI-D têm definições de configuração mínima comum de resoluções suportadas e formatos de memória de vídeo.
Muitas fontes DVI-D usam extensões não-padrão para entregar sinal HDMI com áudio (exemplo: série ATI-3000 e série Nvidia 200). Muitos monitores multimídia usam um adaptador DVI para HDMI para receber sinal HDMI com áudio. As especificações da placa de vídeo podem variar as capacidades exatas destes sinais.
Em um cenário inverso, um monitor DVI que não tem suporte opcional de protocolo de banda larga de proteção de conteúdo digital (HDCP) e deve ser incapaz de exibir conteúdo protegido mesmo que de alguma forma ele seja compatível com a fonte do sinal HDMI. Características específicas do HDMI como controle remoto, transporte de áudio, gama de cores estendida xvYCC e cores profundas não são possíveis em dispositivos que suportam apenas sinais DVI. Compatibilidade com conteúdo protegido entre dispositivos está sujeito às especificações de fabricação para cada aparelho.

## Sucessores propostos
- O padrão de interface IEEE 1394 foi proposto pela Aliança de Alta-definição de Áudio e Vídeo(HANA Alliance)[nota 11] para todas as necessidades de cabeamento, incluindo vídeo, por meio de um cabo coaxial ou um cabo 1394 com um fluxo combinado de dados. Entretanto, esta interface não tem uma taxa de transferência suficiente para lidar com vídeo em alta definição sem compressão, então não é viável para aplicações que precisam de vídeo em alta definição sem compressão como vídeo-games e guias de programação interativas.
- HDMI, um padrão compatível com o futuro que também inclui transmissão de áudio digital.
- Interface Unificada de Exibição (UDI)[nota 12] foi proposta pela Intel para substituir o DVI e HDMI, mas foi descontinuada em favor do DisplayPort
- DisplayPort (um padrão livre de licença proposta pela VESA para substituir o DVI que tem mecanismos de gestão de direitos digitais opcionais) / Mini DisplayPort.
- Thunderbolt: Uma interface que tem o mesmo formato que o Mini DisplayPort (nas versões 1 e 2) ou USB-C (na versão 3) mas combina PCI Express (PCIe) e DisplayPort (DP) em um único sinal serial, permitindo a conexão de dispositivos PCIe além de monitores de vídeo. Ele também fornece alimentação de corrente contínua.

Em dezembro de 2010, Intel, AMD, e muitas outras fabricantes de computadores e monitores anunciaram que elas iriam parar de apoiar o DVI-I, VGA e outras tecnologias LVDS de 2013/2015, e ao invés disso acelerariam a adoção do DisplayPort e HDMI. Elas também disseram: "Interfaces antigas como VGA, DVI, e LVDS não tem mais previsão de crescimento, e novos padrões como DisplayPort 1.2 são uma das interfaces futuras para monitores de computadores, juntamente com o HDMI 1.4a para conectividade televisiva".